# ミラージュ5Aマラー (航空機)
ミラージュ5A MARA
アルゼンチン空軍のマラー
- 用途：戦闘爆撃機
- 製造者：ダッソー社
- 運用者： アルゼンチン空軍
- 生産数：9機
- 原型機：ミラージュ5

ミラージュ5Aマラー(Mirage 5A MARA)は、ペルーで開発されたミラージュ5Pの近代化改修型で、アルゼンチンがマルビナス戦争（フォークランド紛争）時のダガーの損失を埋めるため輸入した戦闘攻撃機。ミラージュ5Pマラー、ミラージュM-5マラー、または単にM-5マラーなどとも表記される。

## 概要

### 輸入経緯(ミラージュ5P)
ダッソー社はペルーにミラージュ5Pを多数輸出したが、ペルーはそのうち10機をマルビナス戦争（フォークランド紛争）期にアルゼンチンへ輸出した。アルゼンチン空軍はこの戦争によって主力作戦機であるダガーを多数失っており、隣国ペルーからの緊急輸入はその損失を埋めるためであった。正式な輸出契約の文面では1981年12月に輸出とされているが、実際は戦争のさなかに交渉が行われ、輸出が実施されたのは戦争末期の6月であった。アルゼンチンでは当初ミラージュ5Pに失ったダガーの機体番号を割り振っていたが、最終的には600番台を割り与え、下二桁を失ったダガーのものとした。そのため、機番は飛び番になっている。

### 近代化改修(ミラージュ5A)
これらはのちにミラージュM-5A MARA近代化改修規格(ペルーのP4規格には劣る規格)にアップグレードされたが、10機の内1機(C-607)はそれ以前に事故で失われていたため、改修が実施されたのは9機だけであった。この近代化改修の実態は詳らかになっていないが、少なくともMARAと呼ばれるWDNS(Weapons Delivery and Navigation System：兵装発射/航法システム、イスラエルのエルビット・システムズ社製WDNS 391からデザインを受け継いでいる)、リットン(Litton)WNS-33 INS(Inertial Navigation System：慣性航法装置)とHUDを装備している。また、レーダーも搭載されたという情報もあるが、もしそのようであれば、搭載されたのはトムソンCSFアイーダII(Thomson-CSF Aїda II)である。最も重要な改修点は、マトラR.550マジック1空対空ミサイルの運用能力と、元々はイスラエルのフィンガー近代化改修規格のために開発されたエリスラ(Elisra)MGN-80 RWR(Radar-Warning Receiver：レーダー警戒受信機)システムの付加である。

### 退役
残存している7機はすべて第6航空旅団隷下の第6戦闘航空群で運用されており、同航空群ではフィンガー(ダガーの残存機の近代化改修型）や、フランス製オリジナルのミラージュIII EAも統合運用されている。マラーの累積飛行時間は2002年6月には13000時間に及び、2015年11月29日に他のミラージュ共々退役した。